# Paul Myrén
Paul Myrén född Nils Oskar Paul Myrén, född 19 juli 1884 i Stockholm, död 30 maj 1951 i Räknäs, Stockholms län, var en svensk författare, animatör,  konstnär och skämttecknare.
Myrén studerade vid Tekniska skolan 1899–1900. Han började redan som 14-åring att teckna för skämttidningarna Strix och Kläm, från 1900 även i Söndags-Nisse och Karbasen. Han övertog skämttidningen Kurre som han redigerade fram till 1918. 
Under finska inbördeskriget deltog han som officer och repotagetecknare på den finländska regeringens uppdrag.  
Han var även knuten till Skandiafilm som snabbtecknare och karikatyrist i dess journalerfilmer.

## Animation
- 1920 – Robinson i skärgården